# Isaac Muñoz Casado
Isaac Muñoz Casado (Córdoba, 2 de marzo de 1980) es un guitarrista español de género flamenco. Tuvo reconocimiento por obtener diferentes premios en varios festivales de jóvenes flamencos y premios de guitarra de concierto. 

## Biografía
Comienza a estudiar guitarra a los 8 años con el guitarrista Rafael Trenas, pasando posteriormente por las manos de Ramón Rodríguez. Cursó estudios en el Conservatorio Superior de Música Rafael Orozco de Córdoba. En su extensa carrera, ha trabajado con varias compañías como la de Jorge del Pino, Marco Antonio Medina o José Barrios, siendo director musical de todas ellas. Recorre el mundo con la prestigiosa compañía de María Pagés. 
En cuanto a la composición, ha compuesto la música para el espectáculo de Parque España en Japón desde el año 2007. También se incluye en su currículum obras para anuncios televisivos, así como arreglos para otros artistas. Además ha compuesto parte de la música de los espectáculos de María Pagés y la mayoría de música en los espectáculos de José Barrios.
Ha actuado en el Festival de Música y Danza de Granada en 2003, en el Festival de la Guitarra de Córdoba en 2004, en la Bienal de Flamenco de Sevilla, en la Cumbre iberoamericana celebrada en Salamanca con la asistencia de los Reyes de España.

## Discografía
- Calle de la Melodía (2018)

## Premios y nominaciones
- 1er premio Jóvenes flamencos año 2000, organizado por la Diputación de Córdoba.
- 1er premio Jóvenes flamencos año 2001 en Calasparra, Murcia.
- 1er premio para guitarra de concierto «Manuel Cano» año 2002 en Ogíjares, Granada.
- 1er premio para guitarra de concierto Campos de guitarra año 2003 en Córdoba.

## Actuaciones destacadas
- Festival de la Guitarra de Córdoba
- Festival de la guitarra de Brno
- Festival de música y danza de Granada
- Bienal de Flamenco de Sevilla,
- Cumbre iberoamericana celebrada en Salamanca con la presencia de los SSMM Reyes de España